# Championnats du monde de duathlon 2015
Navigation
Édition précédente Édition suivante
Les championnats du monde de duathlon 2015, vingt-sixième édition des championnats du monde de duathlon organisés par la Fédération internationale de triathlon ont eu lieu du 14 au 18 octobre 2015 à Adélaïde, en Australie.  A l'image de la grande finale des séries mondiales de triathlon, la rencontre internationale propose  également lors de ses journées consacrées au duathlon, des compétitions pour les catégories junior, U23 (espoir), classe d'age (amateur) et paraduathlon.

## Résumé de course
Les hommes ont ouvert la compétition élite dès 9 heures du matin, pour une course où l'Espagnol Emilio Martin n'a laissé aucune chance à ses adversaires du jour. Au terme d'un course tactique et intensive, il réussit à tenir à distance le champion du monde en titre, le Français Benoit Nicolas et reconquiert le titre pour la deuxième fois après celui de 2012. Il s'impose avec 9 secondes d'avance sur le Français et près d'une minute sur le Britannique Mark Buckingham et le Belge Rob Woestenborghs champion du monde 2013. Ce dernier annonce à cette occasion et à l'âge de 39 ans, la fin de sa carrière professionnelle.
Les femmes ont pris le départ à 13 heures 50, pour une compétition dont l'issue est restée incertaine jusqu'à son terme. La Britannique Emma Pallant remporte le titre et a mis fin, dans une course très relevée, aux espoirs de la championne française en titre Sandra Levenez, d'un deuxième titre consécutif. Entraînée par Michelle Dillon qui a remporté ce titre en 2005, Emma Pallant fait partie du quatuor de tête, composé de Sandra Levenez, de la Japonaise Ai Ueda et de l'Australienne Gillian Backhouse qui prennent les directives de la course. Chacune des duathlètes essayant d'éprouver ses adversaires, sur une partie vélo très nerveuse où les attaques se succèdent. La dernière partie de 5 kilomètres de course à pied est décisive et la tâche de la Britannique, partie sur un rythme très relevé, est facilitée par une pénalité de temps infligée à la Japonaise pour une faute sur le parcours cycliste. Sandra Levenez ne parvient pas à soutenir le rythme imposé dans cette partie très rapide et prend la troisième place de la compétition à près d'une minute de la nouvelle championne. Après trois années de travail intensif avec son entraîneur, la championne de Grande-Bretagne 2014 en triathlon remporte son premier succès mondial dans les sports enchainés.
Dans les catégories U23 (espoir), l'Américain Matt McElroy et l'Australienne Annelise Jefferies remporte le titre catégoriel, ainsi que le Britannique Ben Dijkstra et Sud-Africaine Gizelde Strauss pour les catégories juniors.

## Palmarès  et distances
Les tableaux présentent le résultat des courses élites et U23 sur la distance M et junior sur la distance S.

### Élites
| Rang               | Athlète           | Pays | Temps           |
| ------------------ | ----------------- | ---- | --------------- |
| Médaille d'or      | Emilio Martin     |      | 1 h 47 min 11 s |
| Médaille d'argent  | Benoit Nicolas    |      | 1 h 47 min 19 s |
| Médaille de bronze | Mark Buckingham   |      | 1 h 48 min 9 s  |
| 4                  | Rob Woestenborghs |      | 1 h 48 min 35 s |
| 5                  | Yohan Le Berre    |      | 1 h 48 min 47 s |
| 6                  | Matthew McElroy   |      | 1 h 49 min 39 s |
| 7                  | Philip Wylie      |      | 1 h 50 min 2 s  |
| 8                  | Dylan Evans       |      | 1 h 50 min 28 s |
| 9                  | Tadashi Mori      |      | 1 h 50 min 31 s |
| 10                 | Jose Luis Cordova |      | 1 h 50 min 32 s |

| Rang               | Athlète             | Pays | Temps           |
| ------------------ | ------------------- | ---- | --------------- |
| Médaille d'or      | Emma Pallant        |      | 1 h 58 min 21 s |
| Médaille d'argent  | Ai Ueda             |      | 1 h 58 min 51 s |
| Médaille de bronze | Sandra Levenez      |      | 1 h 59 min 24 s |
| 4                  | Gillian Backhouse   |      | 2 h 0 min 7 s   |
| 5                  | Chelsea Burns       |      | 2 h 1 min 20 s  |
| 6                  | Courtney Gillfillan |      | 2 h 1 min 33 s  |
| 7                  | Yuko Takahashi      |      | 2 h 2 min 29 s  |
| 8                  | Sarah Crowley       |      | 2 h 5 min 50 s  |
| 9                  | Annelise Jefferies  |      | 2 h 5 min 51 s  |
| 10                 | Giorgia Priarone    |      | 2 h 6 min 20 s  |

### U23 (espoir)
| Rang               | Athlète         | Pays | Temps           |
| ------------------ | --------------- | ---- | --------------- |
| Médaille d'or      | Matthew McElroy |      | 1 h 49 min 39 s |
| Médaille d'argent  | Dylan Evans     |      | 1 h 50 min 28 s |
| Médaille de bronze | Adam Rudgley    |      | 1 h 50 min 49 s |

| Rang               | Athlète            | Pays | Temps           |
| ------------------ | ------------------ | ---- | --------------- |
| Médaille d'or      | Annelise Jefferies |      | 2 h 5 min 50 s  |
| Médaille d'argent  | Giorgia Priarone   |      | 2 h 6 min 20 s  |
| Médaille de bronze | Yukino Ando        |      | 2 h 17 min 22 s |

### Junior
| Rang               | Athlète       | Pays | Temps       |
| ------------------ | ------------- | ---- | ----------- |
| Médaille d'or      | Ben Dijkstra  |      | 53 min 12 s |
| Médaille d'argent  | Luke Willian  |      | 53 min 24 s |
| Médaille de bronze | Daniel Canala |      | 53 min 34 s |

| Rang               | Athlète          | Pays | Temps          |
| ------------------ | ---------------- | ---- | -------------- |
| Médaille d'or      | Gizelde Strauss  |      | 1 h 2 min 5 s  |
| Médaille d'argent  | Katherine Badham |      | 1 h 2 min 25 s |
| Médaille de bronze | Sayu Arizono     |      | 1 h 2 min 29 s |

### Paraduathlon
| Année  | PT1        | PT2                        | PT3           | PT4            | PT5               |
| ------ | ---------- | -------------------------- | ------------- | -------------- | ----------------- |
| Hommes | Alex Welsh | Alessandro Carvani Minetti |               | Tony Scoleri   | Jonathan Goerlach |
| Femmes | Sarah Tait |                            | Sally Pilbeam | Fiona Southorn | Casey Hyde        |